# Лука-Врублевецька
Лука́-Врублеве́цька — палеолітична стоянка, що виявлена біля колишнього села Лука-Врубловецька на лівому березі Дністра, за 22 км на південний-схід від міста Кам'янець-Подільський. Нині затоплена водосховищем.
Тут знайдені крем'яні знаряддя палеолітичної доби ашельської епохи, які відносяться до 400—300 тис. років тому. Стоянку досліджували археологи П. Й. Борисковський, С. М. Бібіков.
Також знайдені залишки поселення 4,000-3,000 рр. до Р. Х., що належить до раннього етапу трипільської культури. При його розкопках у 1946—1950 виявлено 7 напівземляних жител. Одне з них (45 м на 3-5 м) належало великій родині. Знайдені: кам'яні й кістяні знаряддя, керамічні посудини, прикраси, теракотові статуетки людей і тварин і інше. Населення займалося землеробством (почала застосовуватися тяглова сила великої рогатої худоби). Суспільний лад — первіснообщинний з ознаками патріархального укладу. Був розповсюджений культ родючості.
У Луці-Врублівецькій знайдене також поселення черняхівської культури.